# The Full Arsenal Tour
The Full Arsenal Tour – krótka trasa koncertowa zespołu Metallica, która odbyła się w 2012 r.; obejmowała Meksyk i Kanadę.

## Program koncertów
1. "Creeping Death"
2. "For Whom the Bell Tolls"
3. "Fuel"
4. "Ride the Lightning"
5. "One"
6. "Cyanide"
7. "The Memory Remains"
8. "Wherever I May Roam"
9. "Sad But True"
10. "Welcome Home (Sanitarium)"
11. "...And Justice For All"
12. "Fade to Black"
13. "Master of Puppets"
14. "Battery"
15. "Nothing Else Matters"
16. "Enter Sandman"

Bisy:
1. "Hit the Lights"
2. "Seek And Destroy"

## Lista koncertów
- 28 i 30 lipca - Meksyk, Meksyk - Palacio de los Deportes
- 1, 2, 4, 6, 7 i 9 sierpnia - Meksyk, Meksyk - Palacio de los Deportes
- 17 i 18 sierpnia - Edmonton, Kanada - Rexall Place
- 24, 25 i 26 sierpnia - Vancouver, Kanada - Rogers Arena